# مسجد السبق
مسجد السبق، أحد مساجد المدينة المنورة التاريخية، ويقع شمال غرب المسجد النبوي الشريف، بجوار النقل الجماعي. 

## سبب التسمية
في موضعه كان يضمر لسباق الخيل في عهد الرسول ﷺروى الدارمي في سننه:" أن رسول الله ﷺ يسابق بين الخيل المضمرة من الحفياء إلى الثنية، والتي لم تضمر من الثنية إلى مسجد بني زريق. وكان ابن عمر فيمن سابق بها.

## بناء المسجد
أُعيد بناء المسجد في عهد الملك فيصل بن عبدالعزيز آل سعود عام 1391هـ، ويرتفع المسجد عن الطريق العام بعلو طابق، وتبلغ مساحته الأجمالية حوالي 816م، ويبلغ طوله من الشمال إلى الجنوب 34م، وعرضه من الغرب إلى الشرق 34م، ويمتاز داخله بالزخارف الإسلامية حيث يرتفع المسجد على أربعة أعمدة تنتظم من الشمال إلى الجنوب، وتمتاز نوافذ المسجد بأنها مستطيلة الشكل، ست نوافذ في الجدار الغربي، وست بالجدار الشرقي، وثلاثة بالجدار الشمالي، وزُينت النوافذ بالزخارف المعدنية والتشكيلات الجصية والمحراب الذي يتوسط الجدار الجنوبي للمسجد، وزُينت تجاويف المسجد بألوان زيتية تجمع بين اللون الأخضر والبني والأزرق، وفي وسطه كُتبت الآية الكريمة:«إن الصلاة كانت على المؤمنين كتاباً موقوتا» صدق الله العظيم.

## وصلات خارجية
- مسجد بني زريق (مسجد السبق) من أوائل المساجد التي قرئ فيها القرآن قبل هجرة النبي صلى الله عليه وسلم.